# Albegno
Albegno is een plaats (frazione) in de Italiaanse gemeente Treviolo.